# Herrarnas spelartrupper i basket vid olympiska sommarspelen 2012
Nedan listas herrarnas spelartrupper i basket vid olympiska sommarspelen 2012, samtliga åldrar och klubbar är vid tidpunkten för invigningen av de olympiska sommarspelen 2012 (27 juli 2012).
| Innehållsförteckning | Innehållsförteckning | Innehållsförteckning | Innehållsförteckning |
| -------------------- | -------------------- | -------------------- | -------------------- |
| Argentina            | Australien           | Brasilien            | Frankrike            |
| Kina                 | Litauen              | Nigeria              | Ryssland             |
| Spanien              | Storbritannien       | Tunisien             | USA                  |

Totalt beräknas 144 spelare från tolv nationer delta i herrarnas turnering i basket vid olympiska sommarspelen 2012.

## Argentina
| Pos. | Nr | Namn                 | Ålder                 | Längd  | Klubb                    |
| ---- | -- | -------------------- | --------------------- | ------ | ------------------------ |
| F    | 4  | Luis Scola           | 32 - 30 april 1980    | 2.07 m | Phoenix Suns             |
| G    | 5  | Manu Ginóbili        | 35 - 28 juli 1977     | 1.98 m | San Antonio Spurs        |
| F    | 6  | Marcos Mata          | 25 - 1 augusti 1986   | 2.01 m | Peñarol de Mar del Plata |
| G    | 7  | Facundo Campazzo     | 21 - 23 mars 1991     | 1.79 m | Peñarol de Mar del Plata |
| G    | 8  | Pablo Prigioni       | 35 - 17 maj 1977      | 1.91 m | New York Knicks          |
| C    | 9  | Juan Pedro Gutiérrez | 28 - 10 oktober 1983  | 2.05 m | Obras Sanitarias         |
| F    | 10 | Carlos Delfino       | 29 - 29 augusti 1982  | 2.00 m | Milwaukee Bucks          |
| C    | 11 | Martín Leiva         | 32 - 23 april 1980    | 2.10 m | Peñarol de Mar del Plata |
| F    | 12 | Leonardo Gutiérrez   | 34 - 16 maj 1978      | 2.01 m | Peñarol de Mar del Plata |
| F    | 13 | Andrés Nocioni       | 32 - 30 november 1979 | 2.01 m | Caja Laboral             |
| F    | 14 | Hernán Jasen         | 34 - 4 februari 1978  | 1.99 m | CB Sevilla               |
| F    | 15 | Federico Kammerichs  | 32 - 21 juni 1980     | 2.02 m | Regatas Corrientes       |

## Australien
| Pos. | Nr | Namn                | Ålder                 | Längd  | Klubb                              |
| ---- | -- | ------------------- | --------------------- | ------ | ---------------------------------- |
| SG   | 4  | Peter Crawford      | 32 - 6 november 1979  | 1.93 m | Townsville Crocodiles              |
| PG   | 5  | Patrick Mills       | 23 - 11 augusti 1988  | 1.83 m | San Antonio Spurs                  |
| PG   | 6  | Adam Gibson         | 25 - 30 oktober 1986  | 1.88 m | Adelaide 36ers                     |
| SF   | 7  | Joe Ingles          | 24 - 2 oktober 1987   | 2.03 m | FC Barcelona Regal                 |
| SG   | 8  | Brad Newley         | 27 - 18 februari 1985 | 1.99 m | Valencia BC                        |
| SG   | 9  | Matthew Dellavedova | 21 - 8 september 1990 | 1.93 m | Saint Mary's College of California |
| SF   | 10 | David Barlow        | 28 - 22 oktober 1983  | 2.05 m | CB Murcia                          |
| SF   | 11 | Mark Worthington    | 29 - 8 juni 1983      | 2.02 m | KK Radnički Kragujevac             |
| C    | 12 | Aron Baynes         | 25 - 9 december 1986  | 2.08 m | Ikaros Kallitheas B.C.             |
| PF   | 13 | David Andersen      | 32 - 23 juni 1980     | 2.12 m | Mens Sana Basket                   |
| PF   | 14 | Matthew Nielsen     | 34 - 3 februari 1978  | 2.08 m | BC Khimki                          |
| C    | 15 | Aleks Marić         | 27 - 22 oktober 1984  | 2.11 m | PBC Lokomotiv-Kuban                |

## Brasilien
| Pos. | Nr | Namn                     | Ålder                  | Längd  | Klubb                |
| ---- | -- | ------------------------ | ---------------------- | ------ | -------------------- |
| G/F  | 4  | Marcelo Machado          | 37 - 12 april 1975     | 2.01 m | CR Flamengo          |
| PG   | 5  | Raul Togni Neto          | 20 - 19 maj 1992       | 1.85 m | Lagun Aro            |
| C    | 6  | Caio Torres              | 25 - 3 juni 1987       | 2.11 m | CR Flamengo          |
| PG   | 7  | Larry Taylor             | 31 - 31 oktober 1980   | 1.85 m | Bauru Basketball     |
| G/F  | 8  | Alex Garcia              | 32 - 4 mars 1980       | 1.91 m | UniCEUB/BRB          |
| PG   | 9  | Marcelinho Huertas       | 29 - 25 maj 1983       | 1.91 m | FC Barcelona Bàsquet |
| SG   | 10 | Leandro Barbosa          | 29 - 28 november 1982  | 1.91 m | Indiana Pacers       |
| F/C  | 11 | Anderson Varejão         | 29 - 28 september 1982 | 2.11 m | Cleveland Cavaliers  |
| F    | 12 | Guilherme Giovannoni     | 32 - 2 juni 1980       | 2.04 m | UniCEUB/BRB          |
| F/C  | 13 | Nenê Hilário             | 29 - 13 september 1982 | 2.11 m | Washington Wizards   |
| F    | 14 | Marcus Vinicius de Souza | 28 - 31 maj 1984       | 2.08 m | CR Flamengo          |
| C    | 15 | Tiago Splitter           | 27 - 1 januari 1985    | 2.11 m | San Antonio Spurs    |

## Frankrike
| Pos. | Nr | Namn             | Ålder                 | Längd  | Klubb                        |
| ---- | -- | ---------------- | --------------------- | ------ | ---------------------------- |
| C    | 4  | Kevin Seraphin   | 22 - 7 december 1989  | 2.06 m | Washington Wizards           |
| F    | 5  | Nicolas Batum    | 23 - 14 december 1988 | 2.03 m | Portland Trail Blazers       |
| G    | 6  | Fabien Causeur   | 25 - 16 juni 1987     | 1.93 m | Caja Laboral                 |
| F    | 7  | Yakhouba Diawara | 29 - 29 augusti 1982  | 2.01 m | Pallacanestro Varese         |
| F/C  | 8  | Ali Traore       | 27 - 28 februari 1985 | 2.08 m | BC Lokomotiv–Kuban Krasnodar |
| G    | 9  | Tony Parker      | 30 - 17 maj 1982      | 1.88 m | San Antonio Spurs            |
| G    | 10 | Yannick Bokolo   | 27 - 19 juni 1985     | 1.88 m | BCM Gravelines               |
| F    | 11 | Florent Piétrus  | 31 - 19 januari 1981  | 2.02 m | Valencia BC                  |
| G    | 12 | Nando De Colo    | 25 - 23 juni 1987     | 1.96 m | San Antonio Spurs            |
| F    | 13 | Boris Diaw       | 30 - 16 april 1982    | 2.03 m | San Antonio Spurs            |
| C    | 14 | Ronny Turiaf     | 31 - 18 juni 1981     | 2.08 m | Los Angeles Clippers         |
| F    | 15 | Mickaël Gelabale | 29 - 22 maj 1983      | 2.01 m | BC Khimki                    |

## Kina
| Pos. | Nr | Namn          | Ålder                 | Längd  | Klubb                     |
| ---- | -- | ------------- | --------------------- | ------ | ------------------------- |
| PF   | 4  | Ding Jinhui   | 22 - 27 oktober 1989  | 2.04 m | Zhejiang Golden Bulls     |
| PG   | 5  | Liu Wei       | 32 - 15 januari 1980  | 1.90 m | Shanghai Sharks           |
| SF   | 6  | Yi Li         | 26 - 7 november 1985  | 2.03 m | Jiangsu Dragons           |
| SG   | 7  | Wang Shipeng  | 29 - 6 april 1983     | 1.98 m | Guangdong Southern Tigers |
| SG   | 8  | Zhu Fangyu    | 29 - 5 januari 1983   | 2.01 m | Guangdong Southern Tigers |
| SF   | 9  | Sun Yue       | 26 - 6 november 1985  | 2.06 m | Beijing Olympians         |
| C    | 10 | Zhang Zhaoxu  | 24 - 18 november 1987 | 2.21 m | Shanghai Sharks           |
| PF   | 11 | Yi Jianlian   | 24 - 27 oktober 1987  | 2.12 m | Dallas Mavericks          |
| SG   | 12 | Guo Ailun     | 18 - 14 november 1993 | 1.92 m | Liaoning Dinosaurs        |
| PG   | 13 | Chen Jianghua | 23 - 12 mars 1989     | 1.88 m | Guangdong Southern Tigers |
| C    | 14 | Wang Zhizhi   | 35 - 8 juli 1977      | 2.15 m | Bayi Rockets              |
| PF   | 15 | Zhou Peng     | 22 - 11 oktober 1989  | 2.10 m | Guangdong Southern Tigers |

## Litauen
| Pos. | Nr | Namn                 | Ålder                  | Längd  | Klubb                  |
| ---- | -- | -------------------- | ---------------------- | ------ | ---------------------- |
| G    | 4  | Rimantas Kaukėnas    | 35 - 11 april 1977     | 1.94 m | BC Žalgiris            |
| G    | 5  | Mantas Kalnietis     | 25 - 6 september 1986  | 1.96 m | BC Žalgiris            |
| F    | 6  | Jonas Mačiulis       | 27 - 10 februari 1985  | 1.98 m | Panathinaikos B.C.     |
| G    | 7  | Martynas Pocius      | 26 - 28 april 1986     | 1.96 m | Real Madrid Baloncesto |
| G    | 8  | Renaldas Seibutis    | 26 - 23 juli 1985      | 1.98 m | BC Lietuvos rytas      |
| F    | 9  | Darius Songaila      | 34 - 14 februari 1978  | 2.06 m | CB Valladolid          |
| G    | 10 | Simas Jasaitis       | 30 - 26 mars 1982      | 2.01 m | PBC Lokomotiv-Kuban    |
| F    | 11 | Linas Kleiza         | 27 - 3 januari 1985    | 2.03 m | Toronto Raptors        |
| C    | 12 | Antanas Kavaliauskas | 27 - 19 september 1984 | 2.09 m | VEF Riga               |
| G    | 13 | Šarūnas Jasikevičius | 36 - 5 mars 1976       | 1.93 m | FC Barcelona Bàsquet   |
| C    | 14 | Jonas Valančiūnas    | 20 - 6 maj 1992        | 2.11 m | Toronto Raptors        |
| F    | 15 | Paulius Jankūnas     | 28 - 29 april 1984     | 2.06 m | BC Žalgiris            |

## Nigeria
| Pos. | Nr | Namn               | Ålder                  | Längd  | Klubb                      |
| ---- | -- | ------------------ | ---------------------- | ------ | -------------------------- |
| G    | 4  | Tony Skinn         | 29 - 8 februari 1983   | 1.91 m | Ironi Ashkelon             |
| F    | 5  | Ekene Ibekwe       | 27 - 19 juli 1985      | 2.11 m | BBC Bayreuth               |
| F    | 6  | Ike Diogu          | 28 - 11 september 1983 | 2.08 m | Capitanes de Arecibo       |
| F    | 7  | Al-Farouq Aminu    | 21 - 21 september 1990 | 2.06 m | New Orleans Hornets        |
| G    | 8  | Ade Dagunduro      | 26 - 22 maj 1986       | 1.96 m | Stella Artois Leuven Bears |
| G    | 9  | Chamberlain Oguchi | 26 - 28 april 1986     | 1.98 m | Panteras de Miranda        |
| F    | 10 | Koko Archibong     | 30 - 5 oktober 1981    | 2.06 m | LTi Giessen 46ers          |
| G    | 11 | Richard Oruche     | 24 - 30 augusti 1987   | 1.93 m | Académica Coimbra          |
| F    | 12 | Ejike Ugboaja      | 27 - 28 maj 1985       | 2.06 m | Jahesh Tarabar Qom         |
| G    | 13 | Derrick Obasohan   | 31 - 18 april 1981     | 1.98 m | Joventut Badalona          |
| C    | 14 | Alade Aminu        | 24 - 14 september 1987 | 2.11 m | Élan Chalon                |
| C    | 15 | Olumide Oyedeji    | 31 - 11 maj 1981       | 2.11 m | Qingdao Double Star        |

## Ryssland
| Pos. | Nr | Namn             | Ålder                 | Längd  | Klubb                  |
| ---- | -- | ---------------- | --------------------- | ------ | ---------------------- |
| G    | 4  | Alexej Sjved     | 23 - 16 december 1988 | 1.98 m | Minnesota Timberwolves |
| C    | 5  | Timofej Mozgov   | 26 - 16 juli 1986     | 2.15 m | Denver Nuggets         |
| G    | 6  | Sergej Karasiov  | 18 - 26 oktober 1993  | 2.00 m | BC Triumph Lyubertsy   |
| G    | 7  | Vitalj Fridzon   | 26 - 14 oktober 1985  | 1.96 m | BC Khimki              |
| C    | 8  | Alexander Kaun   | 27 - 8 maj 1985       | 2.11 m | PBC CSKA Moscow        |
| G    | 9  | Evgenj Voronov   | 26 - 7 maj 1986       | 1.96 m | PBC CSKA Moscow        |
| F    | 10 | Viktor Chryapa   | 29 - 3 augusti 1982   | 2.06 m | PBC CSKA Moscow        |
| F    | 11 | Semjon Antonov   | 23 - 18 juli 1989     | 2.02 m | BC Nizhny Novgorod     |
| F    | 12 | Sergej Monya     | 29 - 15 april 1983    | 2.03 m | BC Khimki              |
| G    | 13 | Dmitri Chvostov  | 22 - 21 augusti 1989  | 1.90 m | BC Khimki              |
| G    | 14 | Anton Ponkrasjov | 26 - 23 april 1986    | 2.02 m | PBC CSKA Moscow        |
| F    | 15 | Andrei Kirilenko | 31 - 18 februari 1981 | 2.07 m | Minnesota Timberwolves |

## Storbritannien
| Pos. | Nr | Namn              | Ålder                  | Längd  | Klubb                  |
| ---- | -- | ----------------- | ---------------------- | ------ | ---------------------- |
| PF   | 4  | Keiron Achara     | 29 - 3 juli 1983       | 2.08 m | Assignia Manresa       |
| PG   | 5  | Andrew Lawrence   | 22 - 4 juni 1990       | 1.85 m | College of Charleston  |
| SG   | 6  | Mike Lenzly       | 31 - 1 maj 1981        | 1.89 m | ČEZ Nymburk            |
| F/C  | 7  | Pops Mensah-Bonsu | 28 - 7 september 1983  | 2.06 m | Beşiktaş Milangaz      |
| SF   | 8  | Andrew Sullivan   | 31 - 12 februari 1980  | 2.03 m | Leicester Riders       |
| SF   | 9  | Luol Deng         | 27 - 16 april 1985     | 2.06 m | Chicago Bulls          |
| C    | 10 | Robert Archibald  | 32 - 29 mars 1980      | 2.11 m | CAI Zaragoza           |
| PF   | 11 | Joel Freeland     | 25 - 7 februari 1987   | 2.08 m | Portland Trail Blazers |
| PG   | 12 | Nate Reinking     | 38 - 12 december 1973  | 1.88 m | Sheffield Sharks       |
| PF   | 13 | Daniel Clark      | 23 - 16 september 1988 | 2.10 m | CB Estudiantes         |
| SG   | 14 | Kyle Johnson      | 23 - 31 december 1988  | 1.95 m | APOEL B.C.             |
| C    | 15 | Eric Boateng      | 26 - 20 november 1985  | 2.08 m | Peristeri B.C.         |

## Spanien
| Pos. | Nr | Namn                  | Ålder                  | Längd  | Klubb                  |
| ---- | -- | --------------------- | ---------------------- | ------ | ---------------------- |
| PF   | 4  | Pau Gasol             | 32 - 6 juli 1980       | 2.13 m | Los Angeles Lakers     |
| SF   | 5  | Rudy Fernández        | 27 - 4 april 1985      | 1.98 m | Real Madrid Baloncesto |
| PG   | 6  | Sergio Rodríguez      | 26 - 12 juni 1986      | 1.92 m | Real Madrid Baloncesto |
| SG   | 7  | Juan Carlos Navarro   | 32 - 13 juni 1980      | 1.92 m | FC Barcelona Bàsquet   |
| PG   | 8  | José Calderón         | 30 - 28 september 1981 | 1.92 m | Toronto Raptors        |
| C    | 9  | Felipe Reyes          | 32 - 16 mars 1980      | 2.06 m | Real Madrid Baloncesto |
| SF   | 10 | Víctor Claver         | 23 - 30 augusti 1988   | 2.07 m | Portland Trail Blazers |
| SF   | 11 | Fernando San Emeterio | 28 - 1 januari 1984    | 1.99 m | Caja Laboral Baskonia  |
| SG   | 12 | Sergio Llull          | 24 - 15 november 1987  | 1.92 m | Real Madrid Baloncesto |
| C    | 13 | Marc Gasol            | 27 - 29 januari 1985   | 2.16 m | Memphis Grizzlies      |
| PF   | 14 | Serge Ibaka           | 23 - 18 juli 1989      | 2.08 m | Oklahoma City Thunder  |
| PG   | 15 | Víctor Sada           | 28 - 8 mars 1984       | 1.92 m | FC Barcelona Bàsquet   |

## Tunisien
| Pos. | Nr | Namn                | Ålder                 | Längd  | Klubb                    |
| ---- | -- | ------------------- | --------------------- | ------ | ------------------------ |
| F    | 4  | Radhouane Slimane   | 31 - 16 augusti 1980  | 2.05 m | Al Nasr Dubai            |
| G    | 5  | Marouan Laghnej     | 26 - 22 april 1986    | 1.92 m | JS Kairouan              |
| G    | 6  | Nizar Knioua        | 29 - 8 juni 1983      | 1.88 m | Stade Nabeulien          |
| G    | 7  | Mourad El Mabrouk   | 25 - 19 oktober 1986  | 1.85 m | Ezzahra Sport Rades      |
| G    | 8  | Marouan Kechrid     | 31 - 2 juni 1981      | 1.78 m | US Monastir              |
| F    | 9  | Mohamed Hdidane     | 26 - 27 april 1986    | 2.05 m | Stade Nabeulien          |
| F    | 10 | Mehdi Hafsi         | 34 - 23 februari 1978 | 2.03 m | ESSM Le Portel           |
| F    | 11 | Makrem Ben Romdhane | 23 - 27 mars 1989     | 2.04 m | Étoile Sportive du Sahel |
| C    | 12 | Mokhtar Ghyaza      | 25 - 15 november 1986 | 2.04 m | Ezzahra Sport Rades      |
| F    | 13 | Amine Rzig          | 31 - 25 augusti 1980  | 1.98 m | Étoile Sportive du Sahel |
| F    | 14 | Youssef Gaddour     | 22 - 15 mars 1990     | 2.03 m | US Monastir              |
| C    | 15 | Salah Mejri         | 26 - 15 juni 1986     | 2.17 m | Étoile Sportive du Sahel |

## USA
| Pos. | Nr | Namn              | Ålder                  | Längd   | Klubb                  |
| ---- | -- | ----------------- | ---------------------- | ------- | ---------------------- |
| C    | 4  | Tyson Chandler    | 29 - 2 oktober 1982    | 2.16 m  | New York Knicks        |
| F    | 5  | Kevin Durant      | 23 - 29 september 1988 | 2.06 m  | Oklahoma City Thunder  |
| F    | 6  | LeBron James      | 27 - 30 december 1984  | 2.03 m  | Miami Heat             |
| G    | 7  | Russell Westbrook | 23 - 12 november 1988  | 1.91 m) | Oklahoma City Thunder  |
| PG   | 8  | Deron Williams    | 27 - 26 juli 1984      | 1.91 m  | Brooklyn Nets          |
| G/F  | 9  | Andre Iguodala    | 28 - 28 januari 1984   | 1.98 m  | Philadelphia 76ers     |
| SG   | 10 | Kobe Bryant       | 33 - 23 augusti 1978   | 1.98 m  | Los Angeles Lakers     |
| F/C  | 11 | Kevin Love        | 23 - 7 september 1988  | 2.08 m  | Minnesota Timberwolves |
| SG   | 12 | James Harden      | 22 - 26 augusti 1989   | 1.96 m  | Oklahoma City Thunder  |
| PG   | 13 | Chris Paul        | 27 - 6 maj 1985        | 1.83 m  | Los Angeles Clippers   |
| F/C  | 14 | Anthony Davis     | 19 - 11 mars 1993      | 2.08 m  | New Orleans Hornets    |
| F    | 15 | Carmelo Anthony   | 28 - 29 maj 1984       | 2.03 m  | New York Knicks        |